# Печёнкин, Станислав Вячеславович
Станисла́в Вячесла́вович Печёнкин (укр. Станіслав Вячеславович Печенкін; 2 марта 1988 года) — украинский футболист, полузащитник.

## Биография
Воспитанник крымского футбола. Первой взрослой командой футболиста стала в 2007 году «Крымтеплица» из Молодёжного. Первые несколько лет Печёнкин появлялся на поле редко, выходя лишь на последние несколько минут. С весны 2010 года стал игроком основного состава крымчан. В следующем году перешёл в «Говерлу», которая на тот момент выступала в первой лиге. С этой командой завоевал право повыситься в классе, и в первом туре сезона 2012/13 дебютировал в Премьер-лиге. Печёнкин вышел в стартовом составе и был заменён на 76 минуте на Александра Тришовича. В апреле следующего года во время одной из тренировок ужгородцев футболист получил травму — перелом лодыжки, после чего было объявлено, что в текущем сезоне он больше не сыграет. Сезон 2013/14 Печёнкин провёл в первой лиге в составе краматорского «Авангарда».
Летом 2015 года присоединился к клубу ТСК.